# Hemigraphis bakeri
Hemigraphis bakeri är en akantusväxtart som beskrevs av Merrill. Hemigraphis bakeri ingår i släktet Hemigraphis och familjen akantusväxter. Inga underarter finns listade i Catalogue of Life.